# Amélie Veille
Amélie Veille, de son vrai nom Amélie Veilleux, est une auteure-compositrice-interprète québécoise, née le 8 septembre 1981 à Saint-Georges, au Québec.

## Biographie
Elle est née en 1981 et est originaire de Saint-Georges. En 2001, après un Cégep en sciences sociales et des études universitaires en littérature, elle choisit de se consacrer à la musique et travaille à l'écriture de chansons. Elle apprivoise alors la scène en participant aux différents concours de chansons du Québec  (elle remporte les premiers prix au Tremplin de Dégelis ainsi qu'au festival de la chanson de Saint-Ambroise) et en se produisant en première partie d'artistes tels que Richard Desjardins, Martin Deschamps, Patrick Norman, Louise Forestier et Daniel Lavoie.
À l'automne 2003 paraît son premier album réalisé par Marc Pérusse, qui lui vaut une nomination au Gala de l’ADISQ dans la catégorie Album folk contemporain de l’année. En 2004, elle remporte le prix de l'auteur-compositeur-interprète féminin et de l’interprète féminine du festival Pully Lavaux, en Suisse.
Elle enchaîne alors plus de 150 concerts au Québec et en Europe, puis sort en mars 2006 Un moment ma folie (réalisé par le guitariste Toyo).  Elle entame ensuite une nouvelle tournée de spectacles, et chante en première partie de Maxime Le Forestier et de Julien Clerc. Elle fait partie du groupe « Toutes les filles » fondé par Catherine Durand.
Passionnée de culture et de littérature, Amélie Veille anime régulièrement des ateliers d'écriture et des conférences auprès des jeunes, et s'implique pour la prévention du suicide. Elle a également été chroniqueuse littéraire à la radio et à la télé.
En 2012, Amélie Veille publie son troisième album, intitulé Mon cœur pour te garder. La chanson titre est en fait la reprise d'un grand succès de la chanteuse française Noëlle Cordier datant de l'année 1977. Le disque, lancé le 12 juin 2012, contient notamment les chansons suivantes : Je reste, Le fantôme aux yeux bleus, Le silence et l'aurore, Seize ans et lui et Un pays entre nous avec Éric Goulet, qui assure également la réalisation de l'album.
En 2013, au Gala de l'ADISQ, elle est nommée pour «la chanson la plus populaire de l'année» avec Mon cœur pour te garder.
En 2016, la chanteuse publie son quatrième album, intitulé Les moments parfaits. Cette fois-ci, elle rend hommage à la chanteuse française Nicole Rieu en interprétant En courant, son grand succès de 1976 écrit par Pierre Delanoë, puis à Joe Dassin en chantant Ton côté du lit en duo avec Maxime Landry. Elle chante aussi les titres suivants : Comment s’habillent les filles (un texte signé Boris Bergman, en duo avec Andréanne A. Malette) et Je prends tout de toi, premier extrait du disque.
Après un temps d'arrêt, Amélie Veille revient en 2022 en publiant, en juin, l'album Nos possibles qui contient, en plus d'un hommage à Gilbert Bécaud (Je reviens te chercher) et à Léo Ferré et Louis Aragon (Il n'aurait fallu), les titres suivants : Trois petits tours, Ma certitude et Respire.

## Discographie
- 2003 : Amélie Veille (Disques Passeport)
- 2006 : Un moment ma folie (Disques Vivamusik)
- 2012 : Mon cœur pour te garder (Artic)
- 2016 : Les moments parfaits (Artic)
- 2022 : Nos possibles (Productions Le Veilleur)